# Kollumerland en Nieuwkruisland
Kollumerland en Nieuwkruisland (Kollumerlân en frisó, Kölmerlaand en groninguès) és un municipi de la província de Frísia, al nord dels Països Baixos. L'1 de gener de 2009 tenia 13.032 habitants repartits per una superfície de 116,33 km² (dels quals 6,44 km² corresponen a aigua). Limita al nord amb Dongeradeel, a l'est amb Dantumadiel, al sud amb Achtkarspelen i a l'est amb Zuidhorn (Groningen).

## Demografia
| 1744   | 1811   | 1939 | 1954   | 1959   | 1964   | 1969   | 1973   |
| ------ | ------ | ---- | ------ | ------ | ------ | ------ | ------ |
| 3304   | 4242   | 9530 | 10.433 | 10.021 | 10.122 | 10.358 | 11.341 |
| 2003   | 2004   |      |        |        |        |        |        |
| 13.363 | 13.128 |      |        |        |        |        |        |

## Administració
El consistori actual, després de les eleccions municipals de 2007, és dirigit per B. Bilker. El consistori consta de 15 membres, compost per:
- Crida Demòcrata Cristiana, (CDA) 5 escons
- Partit del Treball, (PvdA) 3 escons
- Partit Nacional Frisó, (FNP) 3 escons
- ChristenUnie, 2 escons
- Partit Popular per la Llibertat i la Democràcia, (VVD) 2 escó